# Pararge majuscula
Pararge majuscula är en fjärilsart som beskrevs av John Henry Leech 1892/94. Pararge majuscula ingår i släktet Pararge och familjen praktfjärilar. Inga underarter finns listade i Catalogue of Life.